# Morgan City (Louisiana)
Morgan City è un comune degli Stati Uniti d'America, situato nello Stato della Louisiana, in particolare nella parrocchia di St. Mary.